# Palacio de la Concepción
El Palacio de la Concepción, también llamado Palacio Epi<scopal, es un edificio histórico ubicado en el barrio de Saúde en la ciudad de Río de Janeiro, Brasil.
Ubicado en la cima del morro da Conceição, fue la antigua residencia episcopal de la ciudad, vecino de la Fortaleza de la Concepción. El primer prelado que vivió en él fue el tercer obispo de Río de Janeiro, Francisco de São Jerônimo, quien llegó a Río en 1702. A su muerte en "olor de santidad", fue enterrado en el interior de la capilla del palacio. El edificio continuó siendo utilizado como residencia episcopal hasta el traslado del obispado al Palacio São Joaquim. Luego, albergó la sede del Servicio Geográfico del Ejército. Fue declarado patrimonio histórico por el IPHAN y actualmente alberga el Museo Cartográfico que conserva algunos de los mapas más antiguos de Brasil.